# Ancaudellia hamifera
Ancaudellia hamifera är en kackerlacksart som först beskrevs av Hanitsch 1930.  Ancaudellia hamifera ingår i släktet Ancaudellia och familjen jättekackerlackor. Inga underarter finns listade i Catalogue of Life.